# Ilburnia neowailupensis
Ilburnia neowailupensis är en insektsart som först beskrevs av Frederick Arthur Godfrey Muir 1919.  Ilburnia neowailupensis ingår i släktet Ilburnia och familjen sporrstritar. Inga underarter finns listade i Catalogue of Life.